# Радевич-Винницький Ярослав Костянтинович
Яросла́в Костянти́нович Раде́вич-Ви́нницький (*12 грудня 1941, село Корчин, тепер Стрийського району Львівської області) — український мовознавець. Кандидат філологічних наук.

## Біографічні відомості
Закінчив із відзнакою Дрогобицький педагогічний інститут імені Івана Франка. Після закінчення інституту працював у школі в Рівненській області.
У 1965—2015 роках — доцент Дрогобицького державного педагогічного університету імені Івана Франка. До 1980 року працював заступником декана філологічного факультету, а у 1980—1996 роках був деканом філологічного факультету.
Був на викладацькій роботі у вищих школах Угорщини, Польщі, Німеччини (місто Ерфурт).
Активно займається громадсько-політичною роботою, політологією, публіцистикою. Колишній депутат Дрогобицької районної ради. Живе у Дрогобичі.
Головний редактор ТзОВ "Видавнича фірма «Відродження» [Архівовано 25 березня 2022 у Wayback Machine.].
Лауреат Міжнародної літературної премії ім. Івана Кошелівця (за 2006 рік).

## Наукова діяльність
Фахівець із загального мовознавства і лінгводидактики. Автор близько 100 книжкових і журнальних публікацій.
Праця Ярослава Радевича-Винницького «Мова і нація» (у співавторстві з Василем Іванишиним) витримала п'ять видань.

## Основні праці
- Іванишин Василь, Радевич-Винницький Ярослав. Мова і нація. — Дрогобич: Видавнича фірма «Відродження», 1994. — 218 с. ISBN 5-7707-5898-8
- Радевич-Винницький Ярослав, Іванишин Василь. Мова і нація: Тези про місце і роль мови в національному відродженні України. — 5-е видання, виправлене, доповнене. — Кам'янець-Подільський: Абетка, 2003. — 120 с.
- Радевич-Винницький Ярослав, Іванишин Василь. Мова і нація: Тези про місце і роль мови в національному відродженні України. — 6-е видання, доповнене. — Львів: Видавництво «Апріорі», 2012. — 212 стор.
- Радевич-Винницький Ярослав. Україна: від мови до нації. — Дрогобич: Видавнича фірма «Відродження», 1997. — 360 с. ISBN 966-538-013-3
- Радевич-Винницький Я. Етикет і культура спілкування. — Львів: Видавництво «Сполом», 2001. — 223 с.
- Радевич-Винницький Я. Етикет і культура спілкування: Навчальний посібник. — 2-ге видання, перероблене і доповнене. — К.: Знання, 2006. — 291  с. — (Вища освіта XXI століття). ISBN 966-346-170
- Радевич-Винницький Я. Двомовність в Україні: теорія, історія, мововживання: Монографія. — Київ — Дрогобич: Посвіт, 2011. — 592 с.
- Радевич-Винницький Я. Лінгвоцид як форма геноциду. — ТОВ «Українська видавнича спілка ім. Ю.Липи», 2011. — 80 с.
- Радевич-Винницький Я. Мовна складова національного буття: Студії з української лінгвонаціології. — Київ-Дрогобич: Посвіт, 2013. — 266 стор.
- Радевич-Винницький Я. Неукраїнці, яким вдячна Україна.- Львів: Видавництво «Апріорі», 2015. — 536 с.

## Електронні версії книг
- Мова і нація
- Україна: від мови до нації

## Електронні версії статей
- Рідна мова у ситуації двомовності (Українські реалії)[недоступне посилання з липня 2019]